# 山田耕治
山田 耕治（やまだ こうじ、1964年5月6日 - ）は、日本のプロゴルファー。愛知県出身。愛知学院大学卒業。
身長 170cm 体重 83kg 。
18歳からゴルフを始める。2003年1月1日プロ転向。センチュリーパークゴルフクラブ所属